# Erwin Levy
Erwin Levy (ur. 11 kwietnia 1907 w Grudziądzu, zmarł 10 listopada 1991 w Nowym Jorku) – amerykański psycholog, pochodzenia żydowsko-niemieckiego. Levy studiował medycynę na uniwersytecie w Berlinie, gdzie w 1931 otrzymał tytuł doktora medycyny. Razem z Wolfgangiem Metzgerem był asystentem twórcy psychologii Gestalt, Maxa Wertheimera na uniwersytecie we Frankfurcie nad Menem.
Po dojściu do władzy narodowych socjalistów w 1933 roku wyemigrował przez Paryż do USA. Pracował w Nowym Jorku jako psychiatra i psychoanalityk. Publikował prace o psychologii, głównie psychologii Gestalt.